# Ik wooj nie gaon
Ik wooj nie gaon is een lied van het Limburgse muziekduo Van Lieshout en Arts. Het werd in 2023 als single uitgebracht.

## Achtergrond
Ik wooj nie gaon is geschreven door Roel Gommans, Rob van Lieshout en Jules Reivers en geproduceerd door Lijn22. Het is een nummer dat kan worden gezien als een carnavalskraker. In het lied zingen de artiesten in een Limburgs dialect over ontspannen na een lange week en samen meerdere drankjes doen. Het was de inzending van het duo voor het Limburgs Vastelaovesleedjes Konkoer. Ze kwamen ermee in de finale en behaalden uiteindelijk de vierde plaats. Tijdens carnaval 2024 ging het nummer viraal en werd het beschouwd als dé carnavalskraker van dat jaar. In februari van dat jaar werd een "Brøkkenmix" van het lied uitgebracht.

## Hitnoteringen
Het duo had weinig succes met het lied in de hitlijsten van Nederland. Er was geen notering in de Single Top 100 en ook de Top 40 werd niet behaald. Bij laatstgenoemde kwam het wel tot de 22e plaats van de Tipparade.